# I am XXX
«I am xxx» es el 41.er sencillo de la banda GLAY.Fue lanzado el 25 de mayo de 2009.

## Resumen
- El 25 de mayo de 1994 sale a la venta su gran obra "Rain", este Single I am xxx fue lanzado exactamente 15 años desde de ese día.

- El sencillo debutó en el segundo lugar del ranking de Oricon.

## Canciones
CD
1. I am xxx (Tema principal de la película Blood the Last Vampire.)
2. Fuyu no Etranger (THE GREAT VACATION‐extra‐Live ver.)
3. I am xxx (Instrumental)
4. THE GREAT VACATION Vol. 1

DVD (Edición Limitada)
En abril de 2009, videos de los "Member Produce Live".
DVD GLAY Member Produce Live 2009 THE GREAT VACATION-extra-
1. SAY YOUR DREAM (4 / 9 NHK Hall (TAKURO Produce Live "10 años"))
2. HIGHCOMMUNICATIONS (4 / 13 STUDIO COAST (TERU Produce Live "BOYS NIGHT ONLY"))
3. a Boy ~Zutto Wazurenai~ (04 / 15 Osaka (Jiro Produce Live "OSAKA CRUSH NIGHT!))
4. MIRROR (4 / 17 Ariake (Hisashi Produce Live "RESONANSE Vol.2"))